# ROKS Cheon Wang Bong
Le ROKS Cheon Wang Bong (LST-686) est un navire de débarquement de chars de la marine de la république de Corée, le navire de tête de la classe Cheon Wang Bong.

## Carrière
Le ROKS Cheon Wang Bong (LST-686) a été construit par Hanjin Heavy Industries Construction (HHIC) à Busan, lancé le 11 septembre 2013 et mis en service le 1er décembre 2014.
Le ROKS Cheon Wang Bong a fait partie des navires de la marine de la république de Corée participant à l’exercice Ssang Yong 16 (SY 16), qui a commencé le 9 mars 2016 et s’est terminé le 18 mars. Les autres navires sud-coréens, regroupés dans le commandement de la flottille (COMFLOT) 5, étaient le navire d'assaut amphibie ROKS Dokdo (LPH-6111) et le destroyer de classe Chungmugong Yi Sun-sin ROKS Munmu le Grand (DDH-976). Ssang Yong, qui signifie « dragons jumeaux », est un exercice biennal combiné mené par les forces de la marine américaine et du Corps des Marines avec la République de Corée pour renforcer l’interopérabilité et les relations de travail dans toute la gamme des opérations militaires, des secours en cas de catastrophe aux opérations expéditionnaires complexes,.